# Best Pack
『Best Pack』（ベスト パック） は、1986年11月15日に発売された竹内まりやの4枚目の非公認ベスト・アルバム。発売元は RCA / RVC。

## 解説
- 竹内まりや4枚目の非公認ベスト・アルバム。
- RCA所属時代のシングル、アルバム曲で構成されている。
- レコード、カセットテープなどでは発売されておらず、CDだけが発売されている。
- 1997年に再販されたものは現在も販売中であるが、それ以外は廃盤となっている。

## 収録曲
1. 不思議なピーチパイ
4枚目のシングル。
2. September
3枚目のシングル。
3. ドリーム・オブ・ユー 〜レモンライムの青い風〜
2枚目のシングル。
4. Natalie
9枚目のシングル。
5. リンダ
アン・ルイスへの提供曲のセルフカバー。
5枚目のオリジナル・アルバム『Portrait』からの収録。
6. Morning Glory
6枚目のシングル『Sweetest Music』のB面曲。
7. 戻っておいで・私の時間
1枚目のシングル。（デビュー曲）
8. すてきなヒット・ソング
1枚目のオリジナル・アルバム『BEGINNING』からの収録。
9. 悲しきNight & Day
7枚目のシングル『イチゴの誘惑』のB面曲。
10. 涙のワンサイデッド・ラヴ
3枚目のシングル『September』のB面曲。
11. 象牙海岸
3枚目のオリジナル・アルバム『LOVE SONGS』からの収録。
12. 夏の恋人
1枚目のオリジナル・アルバム『BEGINNING』からの収録。
13. 遠く離れて (When You're So Far Away)
5枚目のシングル『二人のバカンス』のB面曲。
14. 突然の贈りもの
1枚目のオリジナル・アルバム『BEGINNING』からの収録。
15. FLY AWAY
3枚目のオリジナル・アルバム『LOVE SONGS』からの収録。